# Gabriel Milito
Gabriel Milito (* 7. září 1980, Bernal, Quilmes, Buenos Aires, Argentina) je argentinský fotbalový trenér a bývalý fotbalista, od roku 2016 působí v klubu CA Independiente.

## Hráčská kariéra
- CA Independiente (mládež)
- CA Independiente 1997–2003
- Real Zaragoza 2003–2007
- FC Barcelona 2007–2011
- CA Independiente 2011–2012

## Trenérská kariéra
- CA Independiente (rezerva) 2013–2014
- Estudiantes de La Plata 2015
- CA Independiente 2016–

## Reprezentační kariéra
Milito nastupoval v argentinských mládežnických reprezentacích U17 a U20.
Celkově za argentinský národní výběr odehrál 42 zápasů a vstřelil v něm 1 branku. Zúčastnil se KP 2005 v Německu, MS 2006 v témže místě, CA 2007 ve Venezuele a CA 2011 v Argentině.